# Nowy Kraków (Poméranie-Occidentale)
Pour les articles homonymes, voir Nowy Kraków.
Nowy Kraków est une localité polonaise de la gmina rurale de Darłowo située dans le powiat de Sławno en voïvodie de Poméranie-Occidentale. Elle se trouve à environ 13 km au nord-ouest de Sławno et 161 km au nord-est de la capitale régionale Szczecin.

## Géographie

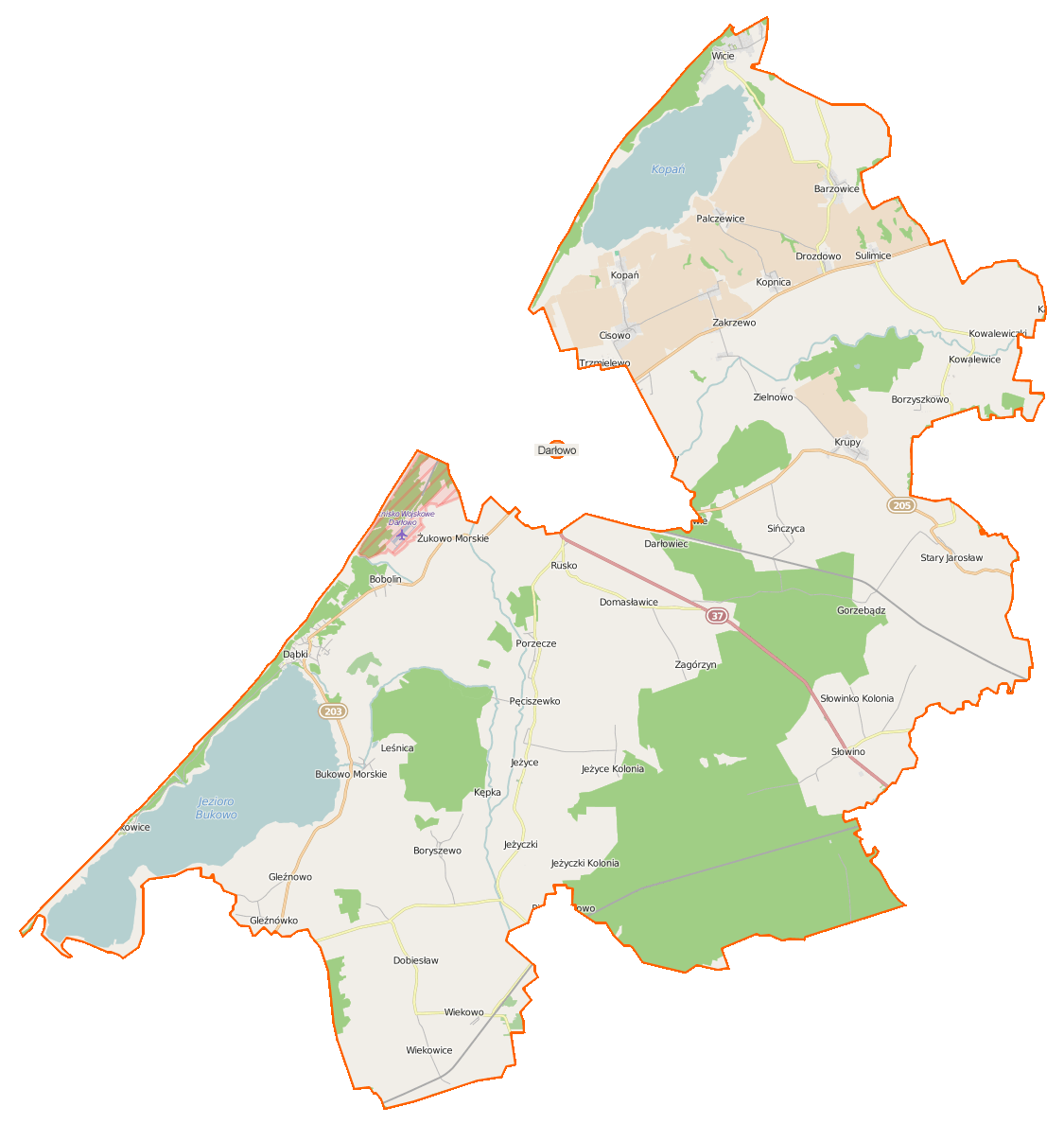
Carte de la gmina de Darłowo.